# Наувенс, Теодор
Те́одор На́увенс (нидерл. Theodoor Nouwens; 17 февраля 1908 — 21 декабря 1974) — бельгийский футболист, защитник, участник чемпионата мира 1930 года. В период с 1928 по 1933 год провёл 23 матча в футболке национальной сборной. Выступал за клуб «Расинг Мехелен».

## Карьера

### Клубная
Всю свою карьеру Теодор Наувенс провёл в клубе «Расинг Мехелен» из одноимённого города, начав играть за молодёжную команду в возрасте 15 лет. В 17-летнем возрасте Наувенс уже выступал в составе клуба в первом дивизионе чемпионата Бельгии. Теодор быстро завоевал место в основном составе клуба, однако в конце его дебютного сезона клуб опустился во второй дивизион. Через год клуб вновь получил право выступать в высшей лиге, а в сезоне 1929—1930 годов по итогам чемпионата «Расинг Мехелен» занял третье место. Наувенс играл в клубе вплоть до 1942 года, забив за это время 34 гола в 287 матчах первого дивизиона.

### В сборной
В сборную Наувенс регулярно вызывался вместе с партнёром по клубу Яном Дидденсом. За шесть лет выступлений за сборную Теодор провёл в её составе 23 матча, в том числе два из них на чемпионате мира 1930 года в Уругвае.
| Матчи и голы Теодора Наувенса за сборную Бельгии | Матчи и голы Теодора Наувенса за сборную Бельгии | Матчи и голы Теодора Наувенса за сборную Бельгии | Матчи и голы Теодора Наувенса за сборную Бельгии | Матчи и голы Теодора Наувенса за сборную Бельгии | Матчи и голы Теодора Наувенса за сборную Бельгии | Матчи и голы Теодора Наувенса за сборную Бельгии |
| ------------------------------------------------ | ------------------------------------------------ | ------------------------------------------------ | ------------------------------------------------ | ------------------------------------------------ | ------------------------------------------------ | ------------------------------------------------ |
| №                                                | Дата                                             | Место проведения                                 | Соперник                                         | Счёт                                             | Голы                                             | Турнир                                           |
| 1                                                | 4 ноября 1928                                    | Амстердам, Нидерланды                            | Нидерланды                                       | 1:1                                              | -                                                | Товарищеский матч                                |
| 2                                                | 20 апреля 1929                                   | Дублин, Ирландия                                 | Ирландское Свободное Государство                 | 0:4                                              | -                                                | Товарищеский матч                                |
| 3                                                | 5 мая 1929                                       | Антверпен, Бельгия                               | Нидерланды                                       | 3:1                                              | -                                                | Coupe Van den Abeele 1929                        |
| 4                                                | 11 мая 1929                                      | Брюссель, Бельгия                                | Англия                                           | 1:5                                              | -                                                | Товарищеский матч                                |
| 5                                                | 13 апреля 1930                                   | Коломб, Франция                                  | Франция                                          | 6:1                                              | -                                                | Товарищеский матч                                |
| 6                                                | 4 мая 1930                                       | Амстердам, Нидерланды                            | Нидерланды                                       | 2:2                                              | -                                                | Товарищеский матч                                |
| 7                                                | 11 мая 1930                                      | Брюссель, Бельгия                                | Ирландское Свободное Государство                 | 1:3                                              | -                                                | Товарищеский матч                                |
| 8                                                | 18 мая 1930                                      | Антверпен, Бельгия                               | Нидерланды                                       | 3:1                                              | -                                                | Coupe Van den Abeele 1930                        |
| 9                                                | 25 мая 1930                                      | Льеж, Бельгия                                    | Франция                                          | 1:2                                              | -                                                | Товарищеский матч                                |
| 10                                               | 8 июня 1930                                      | Антверпен, Бельгия                               | Португалия                                       | 2:1                                              | -                                                | Товарищеский матч                                |
| 11                                               | 13 июля 1930                                     | Монтевидео, Уругвай                              | США                                              | 0:3                                              | -                                                | Чемпионат мира 1930                              |
| 12                                               | 20 июля 1930                                     | Монтевидео, Уругвай                              | Парагвай                                         | 0:1                                              | -                                                | Чемпионат мира 1930                              |
| 13                                               | 21 сентября 1930                                 | Антверпен, Бельгия                               | Чехословакия                                     | 2:3                                              | -                                                | Товарищеский матч                                |
| 14                                               | 28 сентября 1930                                 | Льеж, Бельгия                                    | Швеция                                           | 2:2                                              | -                                                | Товарищеский матч                                |
| 15                                               | 7 декабря 1930                                   | Монруж, Франция                                  | Франция                                          | 2:2                                              | -                                                | Товарищеский матч                                |
| 16                                               | 29 марта 1931                                    | Амстердам, Нидерланды                            | Нидерланды                                       | 2:3                                              | -                                                | Товарищеский матч                                |
| 17                                               | 3 мая 1931                                       | Антверпен, Бельгия                               | Нидерланды                                       | 4:2                                              | -                                                | Coupe Van den Abeele 1931                        |
| 18                                               | 16 мая 1931                                      | Брюссель, Бельгия                                | Англия                                           | 1:4                                              | -                                                | Товарищеский матч                                |
| 19                                               | 31 мая 1931                                      | Лиссабон, Португалия                             | Португалия                                       | 2:3                                              | -                                                | Товарищеский матч                                |
| 20                                               | 11 октября 1931                                  | Брюссель, Бельгия                                | Польша                                           | 2:1                                              | -                                                | Товарищеский матч                                |
| 21                                               | 6 декабря 1931                                   | Брюссель, Бельгия                                | Швейцария                                        | 2:1                                              | -                                                | Товарищеский матч                                |
| 22                                               | 20 марта 1932                                    | Антверпен, Бельгия                               | Нидерланды                                       | 1:4                                              | -                                                | Coupe Van den Abeele 1932                        |
| 23                                               | 9 апреля 1933                                    | Антверпен, Бельгия                               | Нидерланды                                       | 1:3                                              | -                                                | Товарищеский матч                                |

Итого: 23 матча / 0 голов; 7 побед, 4 ничьих, 12 поражений.